# Püspöki palota (Lecce)
Az Episcopio, avagy Püspöki palota a Leccei főegyházmegye érsekeinek (egykoron püspökeinek) székhelye. A város központjában áll, a Piazza Duomón, a dóm szomszédságában.

## Leírása
Az épületet a 15. században kezdték építeni Guidano Venne püspök parancsára. A 16-17. században Scipione Spina püspök újjáépíttette. A 18. században kibővítették. Ma is látható homlokzata 1758-ban készült el Emanuele Manieri tervei alapján. Az épület a dóm és a szeminárium közé ékelődik. A homlokzaton egy árkádsor fut végig, a középső nyílásban áll a díszlépcső a bejárattal. E felett, az emeleti szinten három fülkében szentek szobrai állnak. Az épület belsőjét 1797-ben alakították át, az itt vendégeskedő nápolyi királyi pár számára. A püspöki lakosztályok is barokkos díszítésűek. Az épület képtárában helyi és nápolyi művészek (Luca Giordano stb.) művei láthatók.